# Liste des sous-marins de l'Afrique du Sud
La liste des sous-marins de l'Afrique du Sud rassemble les sous-marins commandés ou exploités par la Marine sud-africaine au fil des ans.

## Classe Daphné
Le 10 février 1967, après près de deux ans de négociations, le gouvernement français accepte de fournir à la Marine sud-africaine trois sous-marins de classe Daphné, plus la formation et l’infrastructure nécessaires pour les faire fonctionner et les entretenir. Le premier de ces sous-marins, le SAS Maria van Riebeeck, a été lancé le 18 mars 1969, date marquant la naissance du service sous-marin de la Marine sud-africaine.
Les premiers navires de la classe Daphné de la marine française ont reçu des noms féminins, et la marine sud-africaine a suivi cette tradition en donnant à ses trois sous-marins le nom de femmes importantes dans l'histoire du pays. Mais à partir de 1994, avec la fin de l’apartheid en Afrique du Sud, les navires portant les noms de personnalités sud-africaines d'origine européenne ont été renommés, et les trois sous-marins ont reçu en 1999 des noms d'armes utilisées par les peuples indigènes.
| Nom du navire           | Pennant number | Pose de la quille | Lancement       | Commissionné    | Statut |
| ----------------------- | -------------- | ----------------- | --------------- | --------------- | --- |
| SAS Maria Van Riebeeck  | S97            | décembre 1968     | 24 octobre 1969 | 26 février 1971 | rebaptisé SAS Spear en 1999 ; désarmé en 2003, mis au rebut en 2008                                       |
| SAS Emily Hobhouse      | S98            | 14 mars 1968      | 18 mars 1969    | 22 juin 1970    | rebaptisé SAS Umkhonto en 1999 ; désarmé en 2003 et mis au rebut                                          |
| SAS Joanna Van de Merwe | S99            | 24 avril 1969     | 21 juillet 1970 | 21 août 1971    | rebaptisé SAS Assegaai en 1999 ; désarmé le 23 novembre 2003 et transformé en navire musée à Simon's Town |

## Classe Héroïne
En juillet 2000, l’Afrique du Sud a passé un contrat pour trois sous-marins de type 209-1400 modifié à Howaldtswerke-Deutsche Werft (HDW) et Thyssen Nordseewerke, afin de remplacer les sous-marins de classe Daphné mis hors service en 2003.
Comme pour la classe précédente, les sous-marins ont reçu des noms féminins, commémorant des personnalités marquantes de l'histoire sud-africaine, mais cette fois pas des noms de femmes blanches. Le SAS Manthatisi est nommé d’après la chef guerrière de la tribu Batlokwa Le SAS Charlotte Maxeke porte le nom de la militante politique Charlotte Maxeke, qui a fait campagne pour l’égalité au début du XXe siècle. Le SAS Queen Modjadji est nommé d’après la reine de la pluie sud-africaine.
| Nom du navire        | Pennant number | Pose de la quille | Lancement       | Commissionné    | Statut |
| -------------------- | -------------- | ----------------- | --------------- | --------------- | ------ |
| SAS Manthatisi       | S101           | 22 mai 2001       | 15 juin 2004    | 3 novembre 2005 | Actif  |
| SAS Charlotte Maxeke | S102           | 12 novembre 2003  | 4 mai 2005      | 14 mars 2007    | Actif  |
| SAS Queen Modjadji   | S103           | 11 novembre 2004  | 31 octobre 2007 | 14 mars 2007    | Actif  |